# فاندا بارانوفيتش
فاندا بارانوفيتش (بالكرواتية: Vanda Baranović-Urukalo) مواليد 3 أكتوبر 1970 في شيبينيك، جمهورية يوغوسلافيا الاشتراكية الاتحادية، هي لاعبة كرة سلة كرواتية معتزلة. اعتزلت اللعب في 2008. لعبت مع نادي شيبينيك لكرة السلة للسيدات، ثم لعبت مع نادي غوسبيتش لكرة السلة للسيدات من سنة 2003 إلى 2006، ثم لعبت مع نادي نوفي زغرب لكرة السلة في سنة 2008.

## روابط خارجية
- فاندا بارانوفيتش على موقع الاتحاد الدولي لكرة السلة (الإنجليزية)
- فاندا بارانوفيتش على موقع كرة السلة الأوروبية.كوم (الإنجليزية)